# If You’re Not the One
«If You’re Not the One» — третий сингл Дэниела Бедингфилда с его дебютного альбома Gotta Get Thru This.

## Дорожки
1. «If You’re Not the One» (Radio Edit)
2. «If You’re Not the One» (Metro Edit)
3. «Album Snippets Medley»

### Европейская версия CD-сингла
1. «If You’re Not the One» (Album Version) — 4:16
2. «If You’re Not the One» (Metro Mix) — 6:37

## Интересные факты
- Саймон Ковелл, популярный телеведущий (критик), так один из BMG’s A&R’s, однажды сказал, что это «одна из лучших песен всех времен». Он сказал это во время одного из выпусков британского телешоу X-Factor, когда эту песню исполнял Shayne Ward.
- В припеве песни Дэниел частично поет фальцетом.
- Песня также вошла в саундтрек к фильму «Госпожа горничная».

Песня звучала во втором сезоне Молокососов.